# Saint-Bauzille-de-Putois
Saint-Bauzille-de-Putois is een gemeente in het Franse departement Hérault (regio Occitanie). De plaats maakt deel uit van het arrondissement Lodève. Saint-Bauzille-de-Putois telde op 1 januari 2022 1.839 inwoners.

## Geografie
De oppervlakte van Saint-Bauzille-de-Putois bedroeg op 1 januari 2022 18,16 vierkante kilometer; de bevolkingsdichtheid was toen 101,3 inwoners per km².

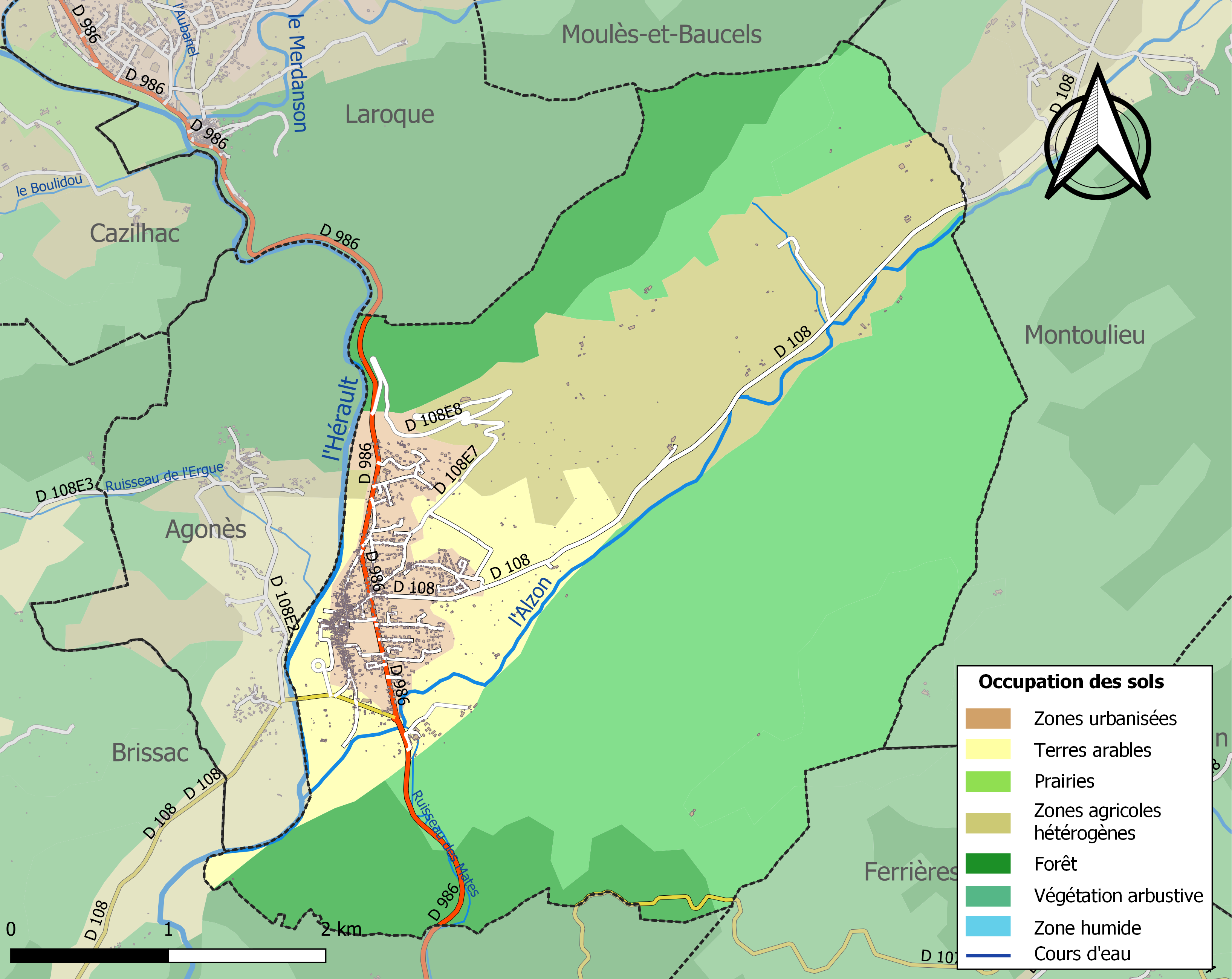
Kaart van de gemeente met belangrijkste infrastructuur, bodemgebruik en omliggende gemeenten

## Demografie
Onderstaande figuur toont het verloop van het inwonertal (bron: INSEE-tellingen).